# Дильмухамедов, Асхат Рахатович
Асхат Рахатович Дильмухамедов (род. 26 июля 1986, Алма-Ата) — казахстанский борец греко-римского стиля, чемпион Азии, участник Олимпийских игр в Лондоне, Мастер спорта Республики Казахстан международного класса.

## Биография
Родился 26 июля 1986 года в городе Каскелен, Алматинской области. Проживал и ныне проживает в селе Алмалыбак (КИЗ). В возрасте 13 лет начинает заниматься греко-римской борьбой в селе Шамалган (Ушконыр) под руководством своего отца Дильмухамедова Рахата Охаповича и Абайдельдинова Кабланбека Мухамедкалиевича. Отец Асхата, Дильмухамедов Рахат в прошлом являлся известным борцом греко-римского стиля. Вскоре, по настоянию мамы, Асхат поступает в физико-математическую школу "РФМШ" города Алматы, совмещая тренировочный процесс в школе греко-римской борьбы «Даулет» с учебой. Однако желание заниматься любимым делом пересиливает и Асхат переводится в "Республиканскую спортивную школу-интернат для одарённых в спорте детей имени К. Ахметова". Именно в школе Асхат знакомится с настоящим профессионалом тренерского цеха Ахметовым Ержаном Койшибаевичем, который станет проводником для Асхата в мир больших побед. Окончив спорт интернат в звании чемпиона Азии среди кадетов, поступает в КазНТУ им. К. Сатпаева. Будучи студентом, выигрывает титул чемпиона Республики среди студентов и отправляется на Всемирную Универсиаду, где останавливается в шаге от заветной медали, за что был удостоен личной благодарности ректора университета. Год спустя в столице Монголии, Улан-Баторе завоевывает бронзу мирового первенства среди студентов.  
Достижения:
- Чемпион Азии среди кадетов (Тайвань, 2003г.)
- Бронзовый призёр чемпионата Азии среди молодежи (Чеджу, 2005г.)
- 5-е место на Всемирной Универсиаде (Измир, 2005г.)
- Бронзовый призёр чемпионата мира среди студентов (Улан-Батор, 2006г.) 
- 5-е место на чемпионате мира среди молодежи (Гватемала, 2006г.)
- Чемпион Спартакиады РК (Уральск, 2011г.)
- Бронзовый призёр чемпионата Азии (Ташкент, 2011г.) 
- 5-е место на чемпионате мира (Стамбул, 2011г.)
- Обладатель Кубка РК (Семей, 2011г.)
- 5-е место на чемпионате мира (Лас-Вегас, 2015г.)
- 5-е место на Всемирных военных играх CISM (Мунгён, 2015г.)
- 5-е место на чемпионате мира (Будапешт, 2016г.)
- Бронзовый призер Азиатских игр в закрытых помещениях (Ашхабад, 2017г.)
- Чемпион Азии (Бишкек, 2018г.)
- Серебряный призер чемпионата мира среди военнослужащих CISM (Москва, 2018г.) 
- 5-е место на чемпионате мира (Астана, 2019г.) 
неоднократный чемпион Казахстана и обладатель Кубка Казахстана.
Участник Олимпиады — 2012 в Лондоне.
Выступает за Алматинскую область, Республику Казахстан.